# Техеранско метро
Техеранското метро (на персийски: متروی تهران) е първия метрополитен в Иран, обслужващ столицата Техеран.
Открито е на 7 март 1999 г., но пълноценно функционира от 2000 г.
Състои се от 5 линии с обща дължина над 150 км. Предвижда се изграждането на още 2 линии. Метрото свързва Техеран със сателитния му град Карач.
Изграждането на метро в Техеран е запланувано още през 1970 г., а реално първите действия в тази насока са предприети преди иранската революция. През 1978 г. френска компания започва изграждането на първата линия, обаче междувременно избухналата ирано-иракска война замразява проекта. На 3 март 1982 г. иранското правителство обявява, че прекратява възложеното строителство на френската компания. През 1985 г. Меджлисът възобновява строителството.
На 7 март 1999 г. е официално открито метрото, като първата линия е достроена от китайска компания. Техеранското метро разполага с руски мотриси, като при изграждането му е ползвана австрийска логистика. Една от най-бързоразвиващите се метросистеми в света.
След откриването на 15 октомври 2015 г. на Исхафанското метро, метрополитените в Иран стават общо пет.

## Особености
Във влаковете има няколко вагона за жени, които извършват пътуване без да са съпповодени от мъже или не желаещи да пътуват заедно с мъже в един вагон.